# Hedevig Bagger
Hedevig Christine Bagger, född 18 juni 1842 i Köpenhamn, död 24 augusti 1926 i Skodsborg, var en dansk barnträdgårdspionjär. 
Hedevig Bagger växte upp i Christianshavn. Hon var en av två döttrar till lantmätaren Christian August Jørgensen (1810-46) och Marie Magdalene Thieme (1819-1910). När hon var fyra år, dog hennes far och hon växte därefter upp under små omständigheter. Hon gick på Døtreskolen til Frederik d. 6.s Minde och arbetade efter sin skolgång några år som privatlärarinna, bland annat hos en jylländsk prästfamilj, varefter hon studerade till lärare vid Beyers, Bohrs og Femmers kursus til lærerindeeksamen i Köpenhamn, senare Femmers Kvindeeminarium, där hon avlade examen 1873. Därefter utbildade hon sig under tre år i franska, bland annat på Köpenhamns universitet som en dess första kvinnliga elever. Hon tog 1876 "institutbestyrerprøve" med franska som huvudämne. 
År 1878 fick hon ett stipendium för en studieresa till Frankrike, där hon mötte skolledaren Sophus Bagger (1848-1943), som hon gifte sig med 1879. Hon undervisade därefter på den lilla privata skola som hennes man hade grundat i Fredriksberg. Hon inspirerades av Friedrich Fröbels pedagogik till att 1880 öppna en privat kindergarten på samma skola - Fru Hedevig Baggers Børnehave. Den är idag Danmarks äldsta fortfarande fungerande förskola, med 26 barn, och ligger sedan 1936 i Bispebjerg i nordvästra Köpenhamn.
Hedevig Bagger startade 1885 också en utbildning av barnträdsgårdsledarinnor, som 1904 blev Frøbelseminariet, en av världens äldsta fortfarande verksamma lärarutbildningsinstitutioner.
Hedevig Bagger och hennes man bildade 1899 Dansk Frøbelforening, samt 1901 Folkebørnehaveforeningen af 1901, som grundade en folkbarnträdgård samma år på Vesterbro. Hedevig Bagger var redaktör för Dansk Frøbelforenings  tidskrift Dansk Frøbeltidende 1901-1919, från 1919 utgiven som Vore Børn med Sophus Bagger som redaktör.
Hedevig och Sophus Bagger ledde tillsammans Frøbelseminariet till Hedevig Baggers död 1926. Därefter leddes det av Sophus Bagger ensam till 1941, då han sålde seminariet till Jens Sigsgaard.